# 김수영 (1967년)
김수영(金秀映, 1967년~ )은 대한민국의 시인이다. 

## 약력
1967년 경남 마산에서 태어나 자랐다. 국립 경상대학교 국어국문학과와 대학원을 졸업하고, 1992년 조선일보 신춘문예에 〈남행시초〉가 당선되어 등단했다.

## 저서

### 시집
- 《로빈슨 크로소를 생각하며, 술을》(창작과비평사, 1996) ISBN 89-364-2145-X : 등단 초기부터 당시 최근작까지 시 63편이 수록되어 있다.[2]
- 《오랜 밤 이야기》(창비, 2000)